# 長崎市立磨屋小学校
長崎市立磨屋小学校（ながさきしりつ とぎやしょうがっこう, Nagasaki City Togiya Elementary School）は、かつて長崎県長崎市諏訪町にあった公立小学校。1997年（平成9年）に、統廃合で閉校した。

## 概要
歴史
長崎市立勝山小学校とともに、1873年（明治6年）に長崎県内で初めて設置された公立小学校である。
創立124周年目の1997年（平成9年）に長崎市立勝山小学校・長崎市立新興善小学校との統合で閉校し、跡地には長崎市立諏訪小学校が開校した。
校訓
「質実剛健」
校章
校名の「磨」の文字を図案化したものである。
校歌
作詞は島内八郎、作曲は木野普見雄による。3番まであり、各番に校名の「磨屋小学校」が登場する。
校区
中学校区は長崎市立桜馬場中学校であった。

## 沿革
- 1873年（明治6年）
  - 3月11日 - 「第二番小学・啓蒙学校」が磨屋町（現 古川町・諏訪町）に創立。
  - 8月〜10月の間 - 第二番小学・啓蒙学校が開校。（生徒数44名、教員8名）
- 1874年（明治7年）1月 - 啓蒙学校が「旧川小学校」に改称。私塾に4分校を置く。
- 1875年（明治8年） - 榎津町（現 万屋町・鍛冶屋町）に移転し、「榎津小学校」と改称。
- 1882年（明治15年）12月11日 - 新教育令の実施により、「中等榎津小学校」となる。小学校の修学年限を初等科3年・中学科3年・高等科2年の8年とした。
- 1886年（明治19年）
  - 2月 - 磨屋町に新築・移転し、「中等鶴鳴小学校」と改称。
  - 6月26日 - 小学校令に基づき、「尋常鶴鳴小学校」に改称。
- 1887年（明治20年）12月 - 夜学校を併設。
- 1893年（明治26年）4月1日 - 長崎市内の小学校の統廃合が行われ、「長崎尋常女児小学校」に改称。
- 1900年（明治33年）4月 - 分教場を新橋町に移す（同年6月に「新橋町尋常女児小学校」として独立）。
- 1901年（明治34年）3月11日 - 「磨屋町女児尋常小学校」に改称。
- 1908年（明治41年）4月2日 - 「磨屋尋常小学校」に改称。男女共学を実施。小学校令一部改正により、義務教育期間が尋常科4年から尋常科6年に延長。
- 1922年（大正11年）3月 - 長崎市小学校創立50周年記念式典を挙行。勝山高等小学校等を会場に記念事業が行われる。
- 1923年（大正12年）4月 - 尋常小学校の授業料が全廃される。
- 1941年（昭和16年）4月1日 - 国民学校令により、「磨屋国民学校」と改称。
- 1945年（昭和20年）
  - 8月9日 - 長崎市へ原爆が投下される。
  - 8月11日 - 救護所[2]が設けられ、多数の負傷者が殺到し、混乱を極める。最終的には新興善国民学校（新興善小学校）に救護所が統合される。
- 1947年（昭和22年）4月1日 - 学制改革（六・三制の実施）により、「長崎市立磨屋小学校」（最終名）となる。
- 1973年（昭和48年）3月11日 - 創立100周年記念式典を挙行。
- 1997年（平成9年）3月31日 - 統廃合により閉校。124年の歴史に幕を下ろす。

## 跡地
- 1997年（平成9年）4月1日〜2000年（平成12年）3月31日 - 旧校舎を解体し、長崎市立諏訪小学校の新校舎を建設。（この間、旧新興善小学校の校舎を使用。）
- 2000年（平成12年）4月1日〜 新校舎が完成し、長崎市立諏訪小学校が使用。現在に至る。